# Montes Libombos
Os montes Libombos (Lebombo em inglês) são uma cordilheira vulcânica que se estende entre as províncias sul-africanas de Cuazulo-Natal e de Limpopo, atravessando Essuatíni na sua parte oriental, dando nome ao distrito de Lubombo e dando o aspecto montanhoso dos distritos vizinhos moçambicanos de Namaacha e Moamba, junto à fronteira com a África do Sul, numa extensão de cerca de 800 km de comprimento por 100 km de largura. O seu ponto mais alto é o monte Mananga.
O nome desta cordilheira deriva da palavra em língua zulu ubombo, que significa grande nariz.
Ocupa parte destes montes o Parque Nacional Kruger na África do Sul, que juntamente com o Parque Nacional do Limpopo, em Moçambique, e com o Parque Nacional Gonarezhou, no Zimbábue, formam a Área de Conservação Transfronteiriça do Grande Limpopo.
Foram encontrados nesta região fósseis humanos datados em 37.000 anos, juntamente com o primeiro objeto de uso matemático conhecido na região, o osso dos Libombos, que é uma pequena peça de perónio de um mandril com 29 ranhuras, recordando os bastões-calendário ainda usados por alguns clãs de coissãs da Namíbia.